# 克拉斯尼洛濟
52°12′23″N 32°21′22″E / 52.20639°N 32.35611°E
克拉斯尼洛濟（烏克蘭語：Красні Лози），是烏克蘭北部的村莊，隸屬切爾尼希夫州的諾夫霍羅德-錫韋爾斯基區。該村面積0.2平方公里，海拔高度141米，2001年人口32，人口密度每平方公里160人。